# Exochus tuxedus
Exochus tuxedus là một loài tò vò trong họ Ichneumonidae.